# Terminal Hidroviário de Ponta de Nossa Senhora
O Terminal Hidroviário de Ponta de Nossa Senhora (THPNS) é uma estação do transporte aquático situado a beira da Baía de Todos-os-Santos, na Ilha dos Frades, em Salvador, capital do estado brasileiro da Bahia. É considerado um cartão-postal da baía.
Administrado pela concessionária VG Construções e Operações Marítimas Ltda, o terminal é ligado ao continente, Terminal Turístico Náutico da Bahia (TTNB), também em Salvador, por uma linha aquaviária turística que parte às 9 horas e retorna de Ponta de Nossa Senhora às 17 horas.

## História
Devido a contrato assinado com a Agência Estadual de Regulação de Serviços Públicos de Energia, Transportes e Comunicações da Bahia (AGERBA) em fevereiro de 2007, o terminal foi administrado pela concessionária Sate – Administradora e Exploradora de Terminais Rodoviários Ltda, por cinco anos (de 3 de maio de 2007 a 30 de maio de 3012).
O atual contrato de concessão à VG Construções e Operações Marítimas Ltda. foi assinado em 23 de julho de 2013 e determina, além da administração concedida por 25 anos, a construção de uma nova estação na Ponta de Nossa Senhora com área construída de 576 metros quadrados e recuperação da estrutura dos píeres e subaquática. As obras representam um investimento da concessionária de pouco mais de 4 milhões de reais, enquanto o valor da outorga foi de 100 mil reais. No mesmo dia, ocorreu a assinatura do contrato do conjunto do Terminal Hidroviário da cidade de Maragojipe e do atracadouro de São Roque do Paraguaçu. Foi publicado no diário oficial o aviso de intenção de licitação para administração, operação, manutenção e exploração comercial em 24 de maio de 2013. O novo terminal foi entregue em fevereiro de 2016, após investimentos de 3 milhões de reais.